# Annette Hadding
Annette Hadding (n. 3 decembrie 1975, Mainz, Germania) este o înotătoare germană, medaliată olimpică. A participat la o ediție a Jocurilor Olimpice (1992) în care a câștigat o medalie de bronz.

## Participări
Lista de mai jos prezintă principalele competiții la care a participat Annette Hadding de-a lungul carierei.
- swimming at the 1992 Summer Olympics – women's 4 × 100 metre freestyle relay[*]